# Eudoxe Irénée Mignot
Pour les articles homonymes, voir Mignot.
Eudoxe Irénée Mignot, né le 20 septembre 1842 à Brancourt-le-Grand et mort le 18 mars 1918 à Albi, est un prélat catholique français, évêque de Fréjus puis archevêque d'Albi. Comme Bonomelli (it) en Italie, il symbolise en France l'ouverture de l’Église catholique à la société et à la culture moderne du XXe siècle. L'historien Émile Poulat le caractérise comme un intellectuel et un progressiste à la fois exceptionnel et discuté pour son rôle dans la crise moderniste.

## Biographie

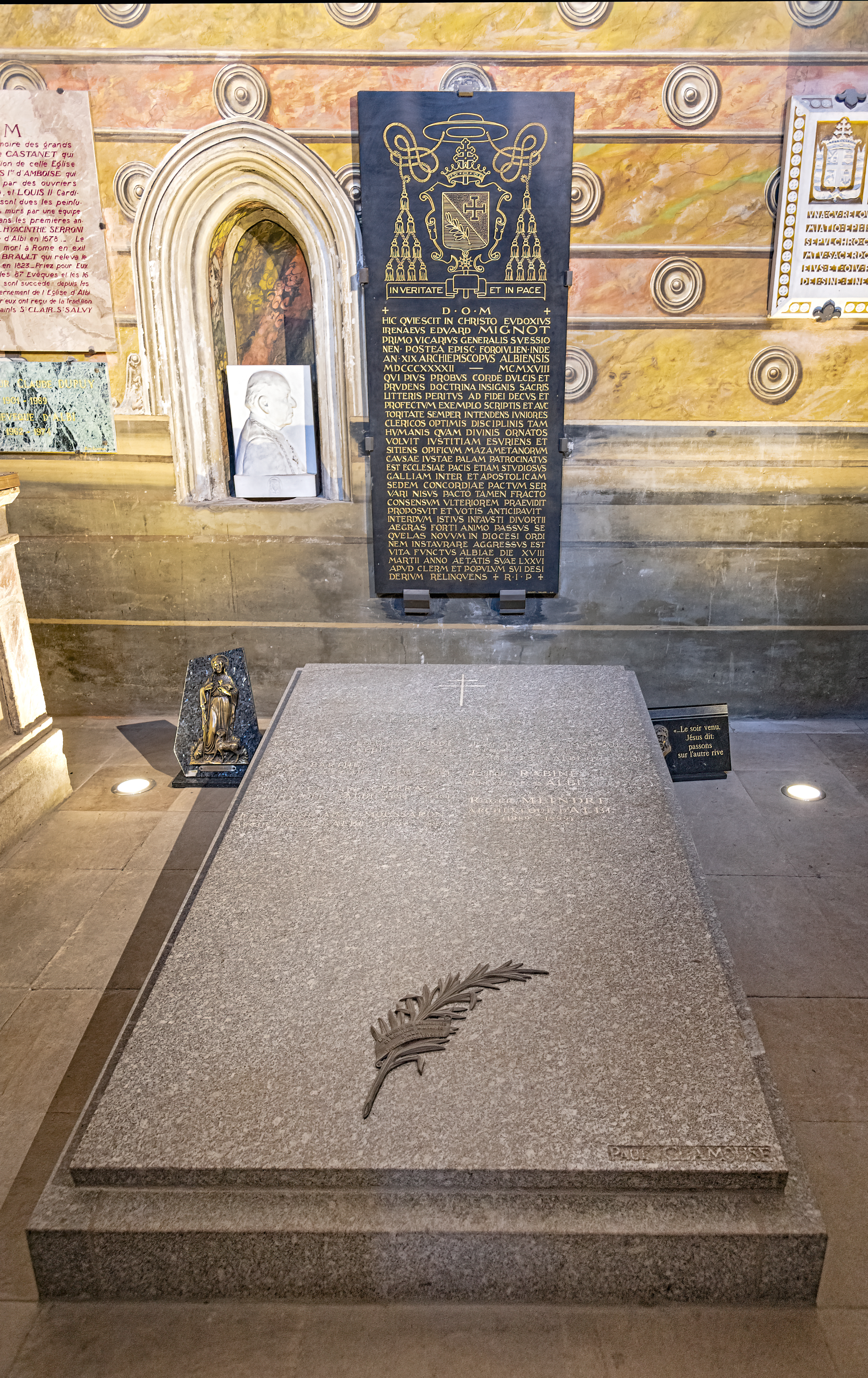
Tombe d'Eudoxe Irénée Mignot.

Eudoxe Irénée Mignot est né le 20 septembre 1842 à Brancourt-le-Grand dans l'Aisne d'un père instituteur et commence ses études au petit séminaire de Soissons.
Il poursuit sa formation au séminaire Saint-Sulpice de Paris avant d'être nommé vicaire de ville à Saint-Quentin en 1863. Il est ordonné prêtre d'Arras en 1865 . Professeur de séminaire à Liesse, il est desservant de Beaurevoir en 1872 puis, en 1875, aumônier de l’Hôtel-Dieu de Laon, ensuite curé de Coucy-le-Château (1878) puis de La Fère (1883). Nommé vicaire général de Soissons en 1887,  évêque de Fréjus en 1890, il accède finalement à l'archiépiscopat d'Albi en 1900. 
Il meurt le 18 mars 1918 à Albi. Ses funérailles sont présidées par Jean-Augustin Germain, archevêque de Toulouse, entouré de dix archevêques ou évêques et de trois cents prêtres. C'est l'archevêque d'Auch qui célèbre la messe et Halle, auxiliaire de Montpellier et proche de Mignot qui prononce son oraison funèbre. Eudoxe Mignot est inhumé dans un caveau de la cathédrale Sainte-Cécile.

## Pensée
C'est au séminaire Saint-Sulpice qu'il va se forger sa propre identité, notamment grâce aux professeurs Arthur Le Hir et Jean-Baptiste Hogan (en) qui l'initient à l'exégèse critique. Cependant, c'est seulement en arrivant à Fréjus qu'il peut faire entendre sa voix sur la question biblique. Ainsi, il publie en 1893 une préface où il affirme que la foi n'a rien à craindre de la critique historique et qu'il serait bon d'enfin l'accepter. D'une manière générale, il considère que le monde dit « moderne » n'est pas a priori hostile au catholicisme et estime que les vieilles recettes — il est notamment circonspect à l’égard du néo-thomisme — mènent à des impasses.
Ce n'est pas en arrivant à Albi qu'il renonce à ses idées puisqu'il écrit les Lettres sur les études ecclésiastiques, inspirées des Clerical Studies de Hogan et dans lesquelles cet autodidacte lecteur de Louis Figuier partage ses idées sur la formation intellectuelle des clercs, et qu'il prononce en 1901 un discours à l'institut catholique de Toulouse qui lui permet d'asseoir son autorité sur la question théologique.
En relation avec Friedrich von Hügel, lecteur du cardinal Newman ou encore de George Tyrrell, souhaitant que « les catholiques ne restent pas en dehors du mouvement général de leur temps », il prend la défense de l'abbé Loisy et de son ouvrage L’Évangile et l’Église qui sera mis à l'index en 1904 par le pape Pie X. Il accepte de faire acte de candidature à l'Académie française, mais se retire devant celle du cardinal de Cabrières pour éviter une division de l'épiscopat français. Par principe assez libéral et respectueux de la pensée d'autrui, ses efforts n'empêchent pas la condamnation de Loisy ou l'éviction de Prosper Alfaric du séminaire d'Albi. 
Il poursuit ses requêtes auprès du Vatican pour obtenir le pluralisme théologique primordial pour lui, mais sans succès. Il est atteint par l'encyclique Pascendi, une condamnation qu'il décrit comme « une grosse épreuve pour les âmes intelligentes et sincères ». Bien que déconcerté, ce « novateur » réagit par un article publié en 1907 dans Le Correspondant qui offre une réflexion globale sur les rapports entre l'Église et la science et où il affirme sa conviction que la Révélation et la science n'entrent pas en contradiction, étant l'une et l'autre œuvres de Dieu. Selon lui, les thèses de la critique solidement argumentées s'imposeront progressivement sans mettre la foi en péril et les savants catholiques doivent continuer de travailler sans céder à la peur des publications vaticanes, avec patience et prudence.
Regrettant la condamnation de Dreyfus, hostile à l'Action française et défenseur du Sillon, Mignot est, selon l'historien Émile Poulat, un prélat à la fois « exceptionnel et discuté », « un intellectuel et un progressiste […] qui se distingu[e en cela] de l'épiscopat français dans son ensemble » mais aussi « [apparaissant] compromis dans la crise moderniste par son amitié avec Loisy ». L'historien Jean-Marie Mayeur a dit de Mignot qu'il était l'« Érasme du modernisme » et il peut être considéré comme l'un des précurseurs du rapprochement entre l'Église catholique et la société moderne.

## Distinction
- Chevalier de la Légion d'honneur (25 juillet 1898)[13]

## Œuvre
- Confiance, Prière, Espoir : Lettres Sur La Guerre, Bloud et Gay, 1915
- L'Église et la critique, Lecoffre, 1910
- Lettres sur les études ecclésiastiques, Lecoffre, 1908
- La méthode de la théologie : Discours prononcé à la séance de rentrée de l'Institut catholique de Toulouse le 13 novembre 1901, Lecoffre, 1901

## Armes
Tranché d'or à la croix potencée de gueules et d'azur à la branche d'olivier d'argent.

### Articles
- Louis-Pierre Sardella, « Mgr Mignot, l’Érasme du modernisme », Histoire du christianisme, no 40,‎ novembre-décembre 2007, p. 39 et suiv.
- « Mignot », dans Dictionnaire de théologie catholique, t. X, 1929, p. 1743-1751
- Louis de Lacger, « Mgr Mignot et M. Loisy », Revue d'histoire de l'Église de France,‎ avril-juin 1933, p. 161-205